# Egipto en los Juegos Olímpicos de Tokio 2020
Egipto estuvo representado en los Juegos Olímpicos de Tokio 2020 por un total de 133 deportistas, 85 hombres y 48 mujeres, que compitieron en 24 deportes.
Los portadores de la bandera en la ceremonia de apertura fueron el esgrimidor Alaaeldin Abouelkassem y la practicante de taekwondo Hedaya Malak.

## Medallistas
El equipo olímpico egipcio obtuvo las siguientes medallas:
| Nombre           | Deporte            | Competición  |
| ---------------- | ------------------ | ------------ |
| Oro              |                    |              |
| Feryal Abdelaziz | Karate             | +61 kg F     |
| Plata            |                    |              |
| Ahmed Elgendy    | Pentatlón moderno  | Individual M |
| Bronce           |                    |              |
| Giana Faruk      | Karate             | 61 kg F      |
| Mohamed El-Sayed | Lucha grecorromana | 67 kg M      |
| Seif Isa         | Taekwondo          | –80 kg M     |
| Hedaya Wahba     | Taekwondo          | –67 kg F     |